# دنور برانکوز

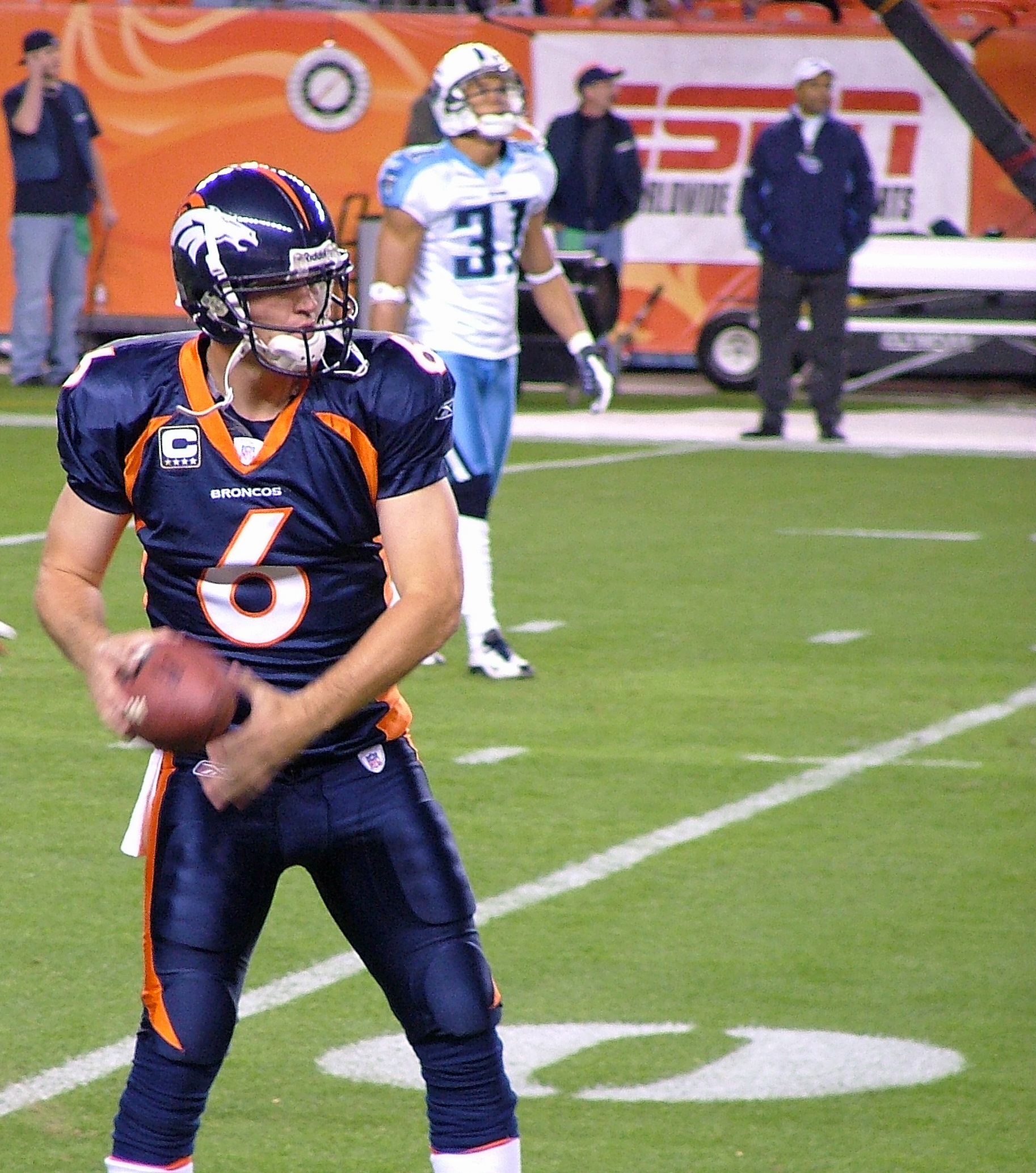

دِنوِر برانکوز تیم فوتبال آمریکایی از دنور در ایالت کلرادو می‌باشد.
این تیم عضو لیگ ملی فوتبال آمریکا است.
ورزشگاهِ این تیم ورزشگاه اینوسکو فیلد ات مایل‌های نام دارد. دنور برانکوز در سالِ ۲۰۱۶ توانست مسابقهٔ سوپربول ۵۰ را با پیروزی پشتِ سر گذاشته و قهرمان شود.

## وب‌گاه رسمی
- وبگاه رسمی تیم